# Hannah Schweier
Hannah Schweier (* 23. Februar 1980 in München) ist eine deutsche Filmregisseurin und Drehbuchautorin.

## Leben und Wirken
Hannah Schweier studierte Philosophie, Psychologie und Theaterwissenschaften an der LMU München. Danach folgten diverse Jobs beim Theater, Film und Fernsehen. 2001 drehte sie mit Feuer ihren ersten Kurzfilm als Regisseurin. Ihr Kurzfilm Alltag half ihr im Herbst 2003 an der Filmakademie Baden-Württemberg aufgenommen zu werden. Dort studierte Hannah Schweier den Studiengang Szenischer Film und war 2007 mit dem im Rahmen ihres Filmstudiums entstandenen Kurzfilm Aufrecht stehen Gast der Perspektive Deutsches Kino auf der Berlinale 2007. 2010 beendete Hannah Schweier ihr Studium an der Filmakademie Baden-Württemberg mit dem Diplomfilm Cindy liebt mich nicht.

## Filmografie (Auswahl)
- 2006: Aufrecht stehen (Drehbuch und Regie)
- 2008: Ausgestoßen (Regie)
- 2010: Cindy liebt mich nicht (Drehbuch und Regie)
- 2020: Into the Beat (Drehbuch)
- 2020: 80.000 Schnitzel (Buch und Regie)